# R-Type

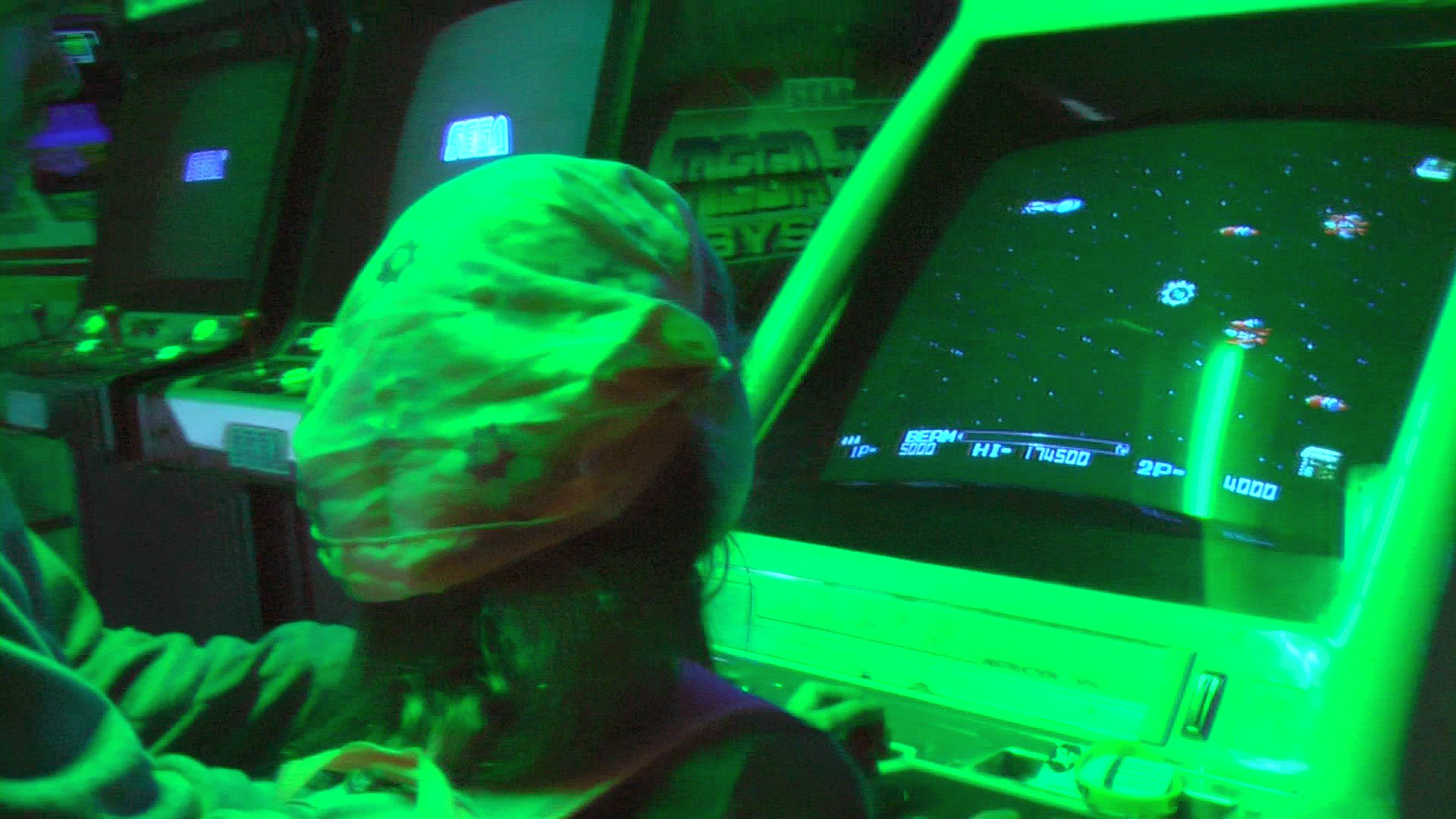
Ein Kind spielt R-Type an einem Arcade-Automaten

R-Type ist eine Reihe von Shoot-’em-up-Spielen des Herstellers Irem, deren erster Titel 1987 erschien. Die R-Type-Spiele stellen die bekanntesten Vertreter des Genres dar.

## Spielprinzip
Der Spieler steuert ein Kampfraumschiff, wie u. a. aus dem Spiel R-Type Final zu entnehmen, im ursprünglichen ersten Spiel das legendäre Schiff R-9A „Arrow-Head“, oder eines seiner Nachfolger. Während des Spiels fliegt der Spieler durch seitlich scrollende Levels. Dabei versucht er, gegnerische Objekte und Gegner abzuschießen und vor allem Kollisionen mit der Umwelt und gegnerischem Beschuss auszuweichen, indem er das Raumschiff innerhalb des Bildausschnitts bewegt.
Durch Abschießen spezieller Gegner gelangt man an Power-Ups, die zum Bestehen der Levels essentiell sind. Dabei können einige Waffen allerdings unerwünscht sein, und müssen vermieden werden, denn sie ersetzen die aktuelle Waffe. Wenn das Schiff zerstört wird, was beim Original schon bei einem Treffer der Fall ist, verliert man alle Power-Ups und ein Leben, wodurch man häufig keine Chance mehr hat, das Level zu schaffen.
Am Ende eines Levels muss der Spieler sich einem Endkampf, zumeist einem besonders mächtigen und großen Endgegner stellen. Hierzu ist es nötig, sich den Aufbau aller Levels und die Bewegungsabläufe einzuprägen, sowie eine passende Taktik zu finden und umzusetzen.
Eine bemerkenswerte Besonderheit war, dass bei R-Type das dritte Level im Wesentlichen ein großes Weltraum-Kriegsschiff darstellte, an welchen man vorbeizog, und die Bordgeschütze zerstören musste, bis man schließlich am Ende als Endkampf die Achillesferse des Kriegsschiffs angegriffen, und es zerstört hat.
Die Hintergrundgeschichte war schlicht der Kampf gegen ein „böses“ Imperium namens Bydo, das der Spieler im Alleingang zu vernichten hatte. Dieses setzte diverse futuristische Kampfmaschinen und Artillerie ein, aber auch organische Monster, zu denen auch die meisten Endgegner zählen. Obwohl kein Wert auf eine nähere Ausführung gelegt wurde, wird wenn man das ganze Spiel geschafft hat, der Sieg über das Bydo-Imperium erwähnt.

## Eigenheiten des Spiels

### BEAM-Waffe bzw. Wave-Cannon
Bemerkenswert ist die Tatsache, dass der R-Type, anders als in vielen anderen Genrevertretern, nur über ein schwaches Bordgeschütz verfügt, das nicht durch das Aufsammeln sogenannter „Power-Ups“ verbessert wird. Allerdings kann die Waffe jederzeit durch das Halten der Feuertaste aufgeladen werden, um anschließend einen erheblich stärkeren, einzelnen Feuerstoß mit großer Durchschlagskraft abzugeben, wobei eine „BEAM“-Anzeige am unteren Bildschirmrand Auskunft über den Ladestand gibt. Die Höhe des Ladestandes bestimmt die Größe und Schadenswirkung des anschließenden Feuerstoßes beim Loslassen der Feuertaste. Während man auflädt, gibt man keinerlei Salven ab, und macht sich dadurch verwundbarer. Daher ist dieser „BEAM“ nur an bestimmten Stellen sinnvoll wo man Ziele mit hohem Widerstand oder sehr viele Ziele hintereinander zerstören muss.
In den späteren Teilen der Serie wurde diese Waffe variiert. So ist es im zweiten Serienteil möglich, durch noch längeres Halten der Feuertaste nach dem Erreichen der vollen Kapazität einen zweiten „BEAM“-Ladenbalken zu füllen. Ist dieser ebenfalls voll gefüllt, und wird die Feuertaste dann losgelassen, entfacht das Bordgeschütz einen flächendeckenden Feuersturm, der nicht nur in der Lage ist, nahezu jeden Gegner auf dem Bildschirm zu treffen, sondern bei einem direkten Treffer so viel Schaden verursachen kann, dass die meisten Endgegner mit einem einzigen Schuss dieser Waffe überwunden werden können. In Teil 3 der Serie, R-Type III - The Third Lightning, kann der Spieler dann gar zwischen zwei Feuermodi für das Bordgeschütz wählen: dem klassischen „BEAM“-Strahl, der jedoch um einiges größer und mächtiger dargestellt wird als in den Vorgängerspielen, und dem „HYPER“-Modus, bei dem das Geschütz nach vollständigem Aufladen und Loslassen der Feuertaste nicht etwa einen Feuerstoß nach vorn aussendet, sondern die Energie in dem R-Type selbst bündelt, sodass dieser für eine kurze Zeit in die Lage versetzt wird, im normalen Feuer- bzw. Schnellfeuermodus wirkungsvolle „BEAM“-Schüsse abzufeuern, was dem Spieler kurzzeitig eine beträchtliche Feuerkraft zur Verfügung stellt. Allerdings überhitzt das Spielerschiff durch diese massive Überladung und kann anschließend die Bordwaffe für eine kurze Dauer nur noch für Einzelschüsse verwenden, bis eine Abkühlung eingetreten ist.
In noch späteren Serienvertretern, wie R-Types und R-Type Final, wurde die „BEAM“-Waffe umbenannt in „Wave-Cannon“ (Wellen-Kanone). Mit diesem Bordgeschütz war es dann zum Teil möglich, bis zu sieben immer stärkere Ladestandsbalken hintereinander aufzuladen, um den anschließenden Feuerstoß immer mächtiger zu gestalten.

### FORCE-Modul
Die genretypischen, vom Spieler aufzusammelnden Power-Ups erscheinen in Form von Kristallen, und stellen dem Spieler eine bedingt steuerbare Sonde zur Verfügung, die sogenannte Force. Durch das Einsammeln weiterer Kristalle kann diese bis zu zwei Mal verstärkt werden, und – abhängig von der Art der Kristalle (durch verschiedene Farben definiert) – jeweils eine andere Attacke freisetzen. Die Force ist unzerstörbar und kann entweder vorn oder hinten am Raumschiff angedockt werden, um so Schutz zu bieten und die Schussrichtung der Attacken entsprechend zu ändern. Vom Schiff gelöst kann sie als autonomes Zusatzgeschütz verwendet werden. Viele Level und Endgegner der R-Type-Spiele lassen sich nur durch den gezielten Einsatz der Force-Sonde bewältigen, oder zumindest mit verhältnismäßigem Aufwand, was mitunter exaktes Timing verlangt. Es gab auch ein Power-Up für ein zweites, temporäres Force-Modul, womit man für einige Sekunden vorne und hinten eines hatte, ein dauerhaft bestehendes wäre allerdings ein zu großer Vorteil gewesen.
Dieses Force-Zusatzmodul war ein Alleinstellungsmerkmal der R-Type-Serie und wurde später von andern Genrevertretern – auch in Variationen – adaptiert. Speziell das Aussehen der relativ ähnlichen Bit-Sonden wurde gerne kopiert.

### Weitere Power-Ups
- Unzerstörbare Bit-Sonden schweben über oder unter dem Schiff, schützen es vor Projektilen, richten Schaden an Gegnern an mit denen sie kollidieren, und geben eigene Schüsse ab. Bei einigen Waffensystemen der Force führen die Bit-Sonden eigenständige, aber auch teilweise auslös- oder kontrollierbare Angriffe aus. Es können maximal zwei Bit-Sonden ausgerüstet werden, wobei die erste immer über dem Schiff schwebt, die zweite dann darunter.
- Raketenwerfer erlauben dem Schiff, eine (zielgelenkte) raketen- oder bombenbasierte Attacke dem aktiven Arsenal hinzuzufügen.
- Beschleunigungsdüsen führen in den 2D-Teilen der Spielserie zu erhöhter Bewegungsgeschwindigkeit. In den 3D-Serienteilen kann die Bewegungsgeschwindigkeit manuell verändert werden.

## R-Type-Design
In den ersten drei Serienteilen wurde der R-Type als kleines, gedrungenes Schiff mit Stummelflügeln und einer prägnant großen, nach unten gebogenen, blau verglasten Pilotenkanzel dargestellt. Der Name des ersten Schiffstypen, „Arrow-Head“, geht direkt auf dieses Erscheinungsbild zurück. In späteren Teilen der Serie veränderte Irem das Design signifikant. Ab dem Teil R-Types für die Sony PlayStation verschwanden die Flügel, und die Pilotenkanzel erhielt eine Form ähnlich einem Reagenzglas. Dieses Design wurde vereinheitlicht, wodurch es möglich wurde, eine Vielzahl grundsätzlich ähnlicher und doch variierender Schiffstypen bzw. -generationen dem R-Type-Universum hinzuzufügen. Allein in dem Serienteil R-Type Final wurden so von Irem über hundert weitere spielbare Varianten des R-Type-Schiffes mit unterschiedlichen Waffenkonfigurationen der Reihe hinzugefügt. Die meisten dieser Schiffe standen dem Spieler während des Spielfortschrittes nach und nach zur Verfügung, andere mussten durch besondere Aktionen des Spielers als Bonus-Schiffe freigespielt werden.

## Chronologie
- 1987: R-Type (Arcade)
- 1989: R-Type II (Arcade)
- 1991: Super R-Type (Super Nintendo Entertainment System)
- 1992: R-Type Leo (Arcade)
- 1994: R-Type III The Third Lightning (Super Nintendo Entertainment System, Game Boy Advance)
- 1999: R-Type DX (Game Boy Color)
- 1999: R-Type Delta (PlayStation)
- 2003: R-Type Final (PlayStation 2)
- 2007: R-Type Tactics (rundenbasiertes Strategiespiel als Ableger, PlayStation Portable)
- 2009: R-Type Dimensions (Xbox 360, 2014 PlayStation 3 PSN)
- 2009: R-Type Tactics II: Operation Bitter Chocolate (erschien nur in Japan, PlayStation Portable)
- 2010: R-Type (iPhone)
- 2011: R-Type (Android)
- 2013: R-Type (iPhone/iPad) (Universal App)
- 2021: R-Type Final 2 (Playstation 4, Xbox One, Xbox Series X, Switch, Steam, GOG)

In diese Reihe integriert:
- 1987: Mr. Heli no Dai-Boken auch Battle Chopper (Arcade)
- 1988: Image Fight (Arcade)
- 1989: X-Multiply (Arcade)
- 1991: Armed Police Unit Gallop auch Cosmic Cop (Arcade)
- 1992: Image Fight II: Operation Deepstriker (PC Engine Super CD-ROM²)

## Portierungen
- R-Type (C64 1988)
- R-Type (Sinclair ZX Spectrum)
- R-Type (Atari ST 1988)
- R-Type (Sega Master System, Game Boy)
- R-Type II (Atari ST 1991)
- R-Type II (Game Boy)
- R-Type, R-Type II (PC Engine, Amiga)
- R-Type III The Third Lightning (Game Boy Advance, Wii Virtual Console 2007)
- R-Types (PlayStation) (enthält R-Type und R-Type II)
- R-Type Delta (PlayStation 3 PSN 2009)
- R-Type Dimensions EX (PC, Switch 2018)[1]